# Mungaa
Mungaa è una circoscrizione mista (mixed ward) della Tanzania situata nel distretto di Ikungi, regione di Singida. Conta una popolazione di 18 276 abitanti (censimento 2012).